# Cytheropteron eremitum
Cytheropteron eremitum är en kräftdjursart som beskrevs av Hanai 1959. Cytheropteron eremitum ingår i släktet Cytheropteron och familjen Cytheruridae. Inga underarter finns listade i Catalogue of Life.